# Azevedo (Familienname)
Azevedo ist ein portugiesischer Familienname.

## Namensträger
- Alexandre Azevedo (* 2005), deutsch-portugiesischer Fußballspieler
- Alexis Jacob Azevedo (1813–1875), französischer Musikkritiker und Musikschriftsteller
- Aluísio Azevedo (1857–1913), brasilianischer Schriftsteller
- Álvares de Azevedo (1831–1852), brasilianischer Schriftsteller
- Ana Azevedo (* 1998), brasilianische Sprinterin
- André de Azevedo (* 1959), brasilianischer Rallyefahrer
- Antônio de Azevedo (Leichtathlet), brasilianischer Hindernisläufer
- Antônio Azevedo (Schwimmer) (Antônio Carlos Rocha Azevedo; * 1955), brasilianischer Schwimmer
- António Azevedo (Badminton), portugiesischer Badmintonspieler
- António de Azevedo Castelo Branco (1842–1916), portugiesischer Jurist, Schriftsteller und Politiker
- Antônio de Azevedo Hermann (* 1954), brasilianischer Automobilrennfahrer
- Antonio Acevedo Hernández (1886–1962), chilenischer Schriftsteller
- António de Araújo e Azevedo (1754–1817), portugiesischer Politiker, Diplomat, Botaniker und Schriftsteller
- António Augusto de Oliveira Azevedo (* 1962), portugiesischer Geistlicher, Bischof von Vila Real
- Argemiro de Azevedo (* 1952), brasilianischer Geistlicher, Bischof von Assis
- Artur Azevedo (1855–1908), brasilianischer Journalist und Schriftsteller
- Belmiro de Azevedo (1938–2017), portugiesischer Unternehmer
- Carlos Azevedo (Musiker) (1949–2012), portugiesischer Pianist und Komponist
- Carlos de Azevedo Carvalho (* 1889), portugiesischer Militär
- Carlos Alberto de Pinho Moreira Azevedo (* 1953), portugiesischer Geistlicher, Weihbischof in Lissabon
- Cátia Azevedo (* 1994), portugiesische Sprinterin
- Diamantino Pedro Azevedo (* 1963), angolanischer Bergbauingenieur und Politiker
- Eduardo Azevedo Soares (1941–2010), portugiesischer Politiker
- Emily Azevedo (* 1983), US-amerikanische Bobsportlerin
- Fábio da Silva Azevedo (* 1970), brasilianischer Fußballspieler
- Felipe Azevedo dos Santos (* 1987), brasilianischer Fußballspieler
- Filipa Azevedo (* 1991), portugiesische Sängerin
- Geraldo Azevedo (* 1945), brasilianischer Singer-Songwriter
- Guilherme de Azevedo (1839–1882), portugiesischer Journalist und Lyriker
- Henrique de Azevedo Futuro (1886–1959), brasilianischer Brigadegeneral
- Hernani Azevedo Junior (* 1994), brasilianischer Fußballspieler
- Inácio de Azevedo (Ignatius von Azevedo; um 1527–1570), portugiesischer Missionar und Märtyrer
- Jerónimo de Azevedo, portugiesischer Vizekönig von Indien
- Licínio Azevedo (* 1951), brasilianischer Journalist, Schriftsteller, Drehbuchautor, Regisseur und Filmemacher
- João Azevedo (Fußballspieler) (1915–1991), portugiesischer Fußballtorhüter
- João Azevedo (Reiter) (* 1921), portugiesischer Reiter
- João Azevedo (Sportschütze) (* 1984), portugiesischer Sportschütze
- Joaquim Gonçalves de Azevedo (1814–1879), brasilianischer Geistlicher, Erzbischof von São Salvador da Bahia
- Johnath Marlone Azevedo da Silva (* 1992), brasilianischer Fußballspieler, siehe Marlone
- Jorge Azevedo (Bogenschütze) (* 1950), brasilianischer Bogenschütze
- Jorge Azevedo (Badminton) (* um 1960), portugiesischer Badmintonspieler
- José Azevedo (Badminton) (* um 1945), portugiesischer Badmintonspieler
- José Azevedo (Radsportler) (José Bento Azevedo Carvalho; * 1973), portugiesischer Radsportler
- José Baptista Pinheiro de Azevedo (1917–1983), portugiesischer Militär und Politiker
- José Clementino de Azevedo Neto (* 1960), brasilianischer Sänger
- José Pinto Alcoforado de Azevedo e Sousa († 1820), portugiesischer Kolonialverwalter
- Justin Azevedo (* 1988), kanadischer Eishockeyspieler
- Leandro Lessa Azevedo (* 1980), brasilianischer Fußballspieler
- Licínio Azevedo (* 1951), brasilianischer Journalist, Schriftsteller, Drehbuchautor, Regisseur und Filmemacher
- Manuela de Azevedo (Schriftstellerin, 1911) (1911–2017), portugiesische Schriftstellerin und Journalistin
- Manuela de Azevedo (Schriftstellerin, 1955) (* 1955), portugiesische Schriftstellerin und Literaturwissenschaftlerin
- Manuela Azevedo (Sängerin) (* 1970), portugiesische Sängerin
- Philadelpho Azevedo (1894–1951), brasilianischer Jurist und Richter
- Raimondo Nonato De Azevedo, brasilianischer Basketballtrainer
- Ricardo Azevedo (Schriftsteller) (* 1949), brasilianischer Schriftsteller
- Ricardo Azevedo (Wasserballspieler) (* 1956), brasilianischer Wasserballspieler und -trainer
- Ricardo Azevedo (Fussballspieler) (* 2001), schweizerisch-portugiesischer Fußballspieler
- Rita Azevedo Gomes (* 1952), portugiesische Filmemacherin
- Roberto Azevêdo (* 1957), brasilianischer Diplomat
- Sebastião de Azevedo e Brito (18. Jahrhundert), portugiesischer Kolonialverwalter
- Tonny Azevedo (* 1969), brasilianischer Radrennfahrer
- Tony Azevedo (* 1981), US-amerikanischer Wasserballspieler
- Ulrike Arens-Azevêdo (* 1949), deutsche Ökotrophologin und Verbandsfunktionärin
- Victor Hugo de Azevedo Coutinho (1871–1955), portugiesischer Offizier und Politiker
- Waldir Azevedo (1923–1980), brasilianischer Cavaquinhospieler und Komponist
- Walmor Oliveira de Azevedo (* 1954), brasilianischer Geistlicher, Erzbischof von Belo Horizonte
- Walter Ivan de Azevedo (1926–2024), brasilianischer Ordensgeistlicher, Bischof von São Gabriel da Cachoeira
- Wanderley Magalhães Azevedo (1966–2006), brasilianischer Radrennfahrer